# Bassin du Nil
 (mai 2015).
Si vous disposez d'ouvrages ou d'articles de référence ou si vous connaissez des sites web de qualité traitant du thème abordé ici, merci de compléter l'article en donnant les références utiles à sa vérifiabilité et en les liant à la section « Notes et références ».
Cet article détaille le bassin versant du Nil, en Afrique.

## Caractéristiques

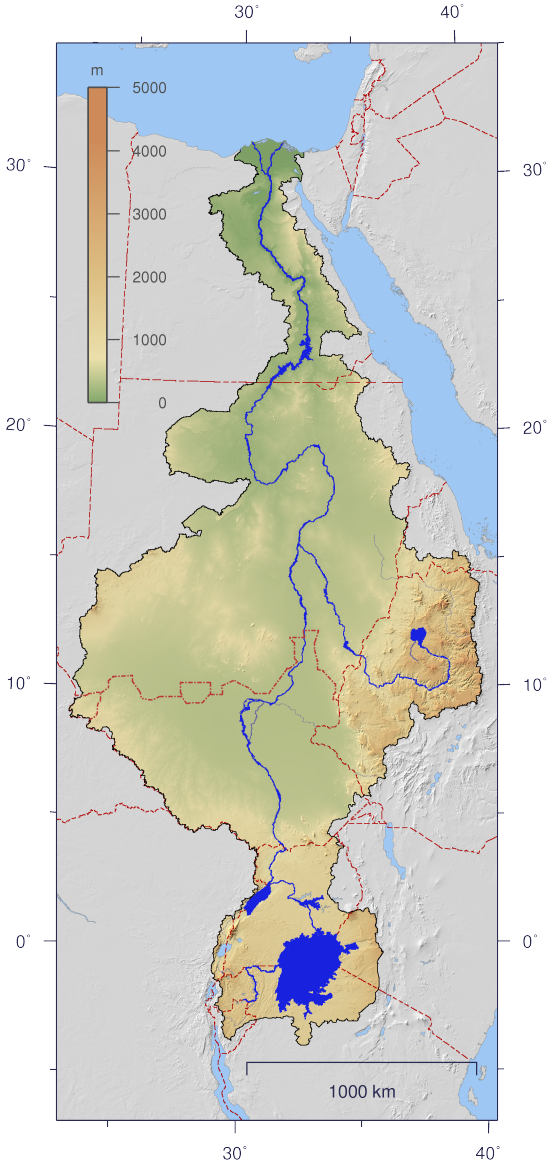
Carte topographique du cours et du bassin du Nil.

Le bassin du Nil est le 3e plus grand bassin versant du monde, après ceux de l'Amazone et du Congo, et le 2e d'Afrique. Il couvre une superficie de 3 254 555 km2, soit 10 % du continent, et s'étend sur les pays suivants :
- Burundi : quasi-totalité du pays
- Égypte : bien que ne couvrant pas la totalité du pays par son bassin versant, le Nil est le seul cours d'eau permanent d'Égypte
- Érythrée : sud-ouest du pays
- Éthiopie : tiers occidental du pays
- Kenya : quelques petites parties du pays, à l'ouest
- Ouganda : totalité du pays
- République démocratique du Congo : toute petite partie du pays, à l'est, autour des lacs Édouard et Albert
- Rwanda : quasi-totalité du pays
- Soudan : quasi-totalité du pays
- Soudan du Sud : quasi-totalité du pays
- Tanzanie: autour du lac Victoria, une petite partie du pays (bassin du lac Victoria).

Le Nil est formé par la confluence du Nil Bleu et du Nil Blanc à Khartoum. Après cette confluence, le seul affluent d'importance est l'Atbara : le Nil parcourt ainsi la moitié de son cours sans affluent permanent, à travers le Sahara.
Le bassin du Nil est contigu de celui du Congo.

## Affluents

### Nil
En remontant le fleuve, de son embouchure jusqu'à la confluence entre les Nil Blanc et Bleu :
- Nil (se jette dans la mer Méditerranée) :
  - Delta du Nil :
    - Bras de Rachid (ouest)
    - Bras de Damiette (est)

  - Bahr Youssouf (défluent du Nil) :
    - Lac Moéris

  - Lac Nasser (créé sur le Nil par le haut barrage d'Assouan) :
    - Oued Toshka (défluent du Nil à travers le canal Sadate) :
      - Lacs de Toshka

  - Atbara (dernier affluent permanent d'importance du Nil avant son embouchure, à la moitié de son parcours) :
    - Tekezé
    - Shinfa
    - Angereb

### Nil Bleu
Le Nil Bleu est la branche orientale du Nil, s'écoulant en Éthiopie, Érythrée et Soudan. Bien que plus court que le Nil Blanc, il contribue à la majorité du débit du Nil.
- Nil Bleu :
  - Didessa :
    - Hanger

  - Dinder
  - Lac Tana

### Nil Blanc

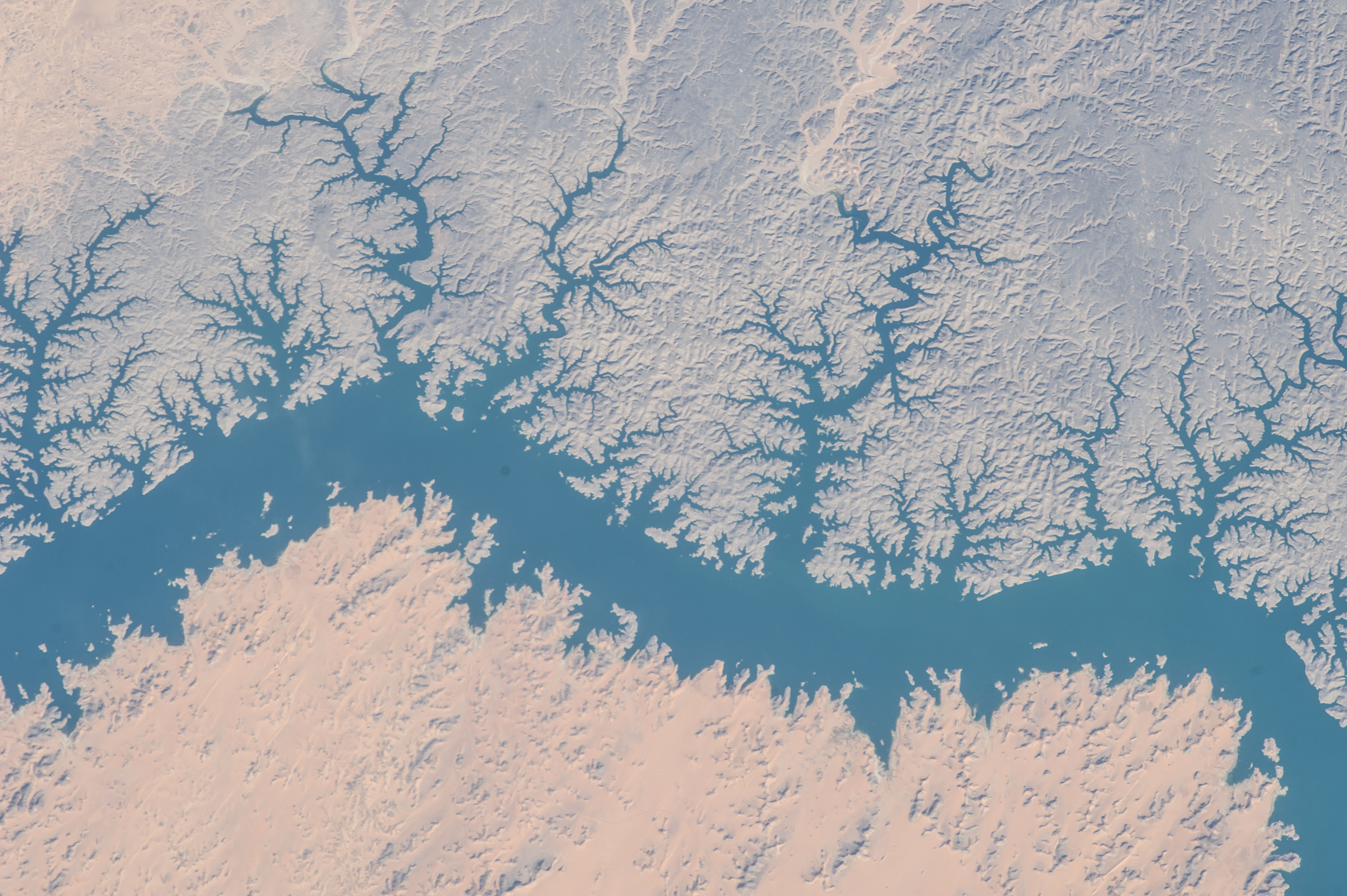
Le Nil blanc photographié au cours de l'expédition 40 de la station spatiale internationale (ISS).

Le Nil Blanc est la branche occidentale du Nil. Il débute au lac Victoria, lui-même alimenté par de nombreux cours d'eau.
- Nil Blanc :
  - Bahr el-Djaba :
    - Bahr el-Ghazal :
      - Bahr el-Arab :
        - Lol

      - Jur

  - Sobat :
    - Baro
    - Pibor :
      - Akobo
      - Lotilla
      - Kangen

  - Nil Albert
    - Lac Albert :
      - Nil Victoria :
        - Lac Kyoga
        - Lac Victoria :
          - Kagera :
            - Nyabarongo
              - Mwogo (en)
                - Rukarara

            - Ruvubu :
              - Ruvyironza

          - Mogusi
          - Nyando
          - Nzoia
          - Sio
          - Sondu Miriu
            - Migori

          - Yala

      - Semliki :
        - Lac Édouard :
          - Ishasha
          - Lubilia
          - Ntungwe
          - Nyamugasani
          - Rutshuru
          - Rwindi
          - Canal de Kazinga :
            - Lac George :
              - Nyambwamba